# Fernand Brunel
Pour les articles homonymes, voir Brunel.
Fernand Brunel, né le 9 février 1907 à Lunel et mort le 11 mars 1927 à Montpellier, est un footballeur international français. Il joue au poste d'attaquant dans les années 1920 au Gallia Club Lunel puis au FC Sète.
Il compte une sélection pour deux buts marqués en équipe de France.

## Biographie
Fernand Brunel commence le football dans l'équipe de l'École professionnelle de Nîmes, où il fait ses études. Scolarisé ensuite au collège de Lunel, il joue en équipe première du Gallia Club Lunel dès 1922 et restera dans ce club jusqu'en 1926. Attaquant prometteur, il est sélectionné à plusieurs reprises dans les équipes régionales (sélections de l'Hérault, du Sud-Est, du Sud-France) puis devient international français le 18 avril 1926 pour une rencontre opposant la France au Portugal joué au stade des Ponts Jumeaux de Toulouse. La France l'emporte quatre buts à un et Fernand Brunel inscrit les 2e et 4e buts français.
Il rejoint le FC Sète lors de la saison 1926/1927. Surnommé Nanan, il meurt le 11 mars 1927 à l'âge de seulement 20 ans, foudroyé par une méningite alors qu'il accomplit son service militaire au 24e régiment d'infanterie coloniale à Sète.
Le 20 mars 1927, un match en son honneur oppose le FC Sète à l'Olympique de Marseille (3-0) au stade des Métairies de Sète. Une plaque est apposée sur un mur du stade, avant d'être offerte en 2025 au Gallia Club Lunel. Le stade de football de Lunel porte son nom.